# Frederique van der Wal

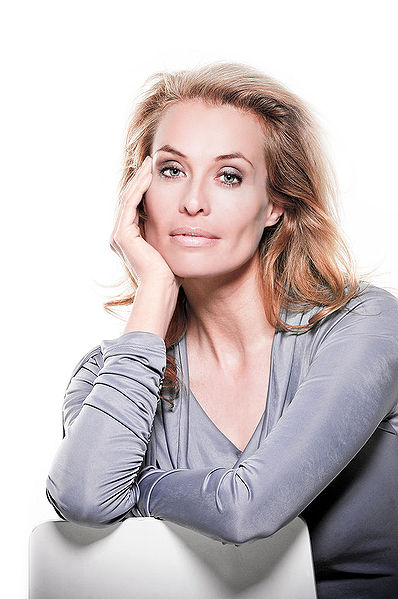
van der Wal

Frederique van der Wal, auch Frédérique van der Wal (* 30. August 1967 in Den Haag) ist eine niederländische Schauspielerin und ehemaliges Modell, das durch Auftritte bei Victoria’s Secret und verschiedenen Titelseiten von Magazinen wie Cosmopolitan und Vogue bekannt wurde. Sie ist in Den Haag aufgewachsen.

## Karriere
Van der Wal ist in Kampagnen für Revlon, Guess und Victoria’s Secret aufgetreten. Sie wurde auch in Forbes und InStyle abgelichtet.
Im Jahr 2003 trat van der Wal in einer Bühnenproduktion von The Vagina Monologues (Washington DC) auf.
Van der Wal hat in mehreren Filmen mitgespielt, darunter Barry Sonnenfelds Wild Wild West mit Will Smith und The Million Dollar Hotel mit Mel Gibson, Milla Jovovich und Amanda Plummer von Wim Wenders. Sie spielte auch in dem Film Celebrity – Schön. Reich. Berühmt. von Woody Allen zusammen mit Charlize Theron sowie in James Tobacks Two Girls and a Guy.
Sie produzierte und präsentierte verschiedene Fernsehprogramme für das American Discovery Network, darunter The Invisible Journey With Frederique auf Travel Channel (darüber, wie Blumen vom Erzeuger zum Kunden gelangen) und Covershot auf TLC.
Van der Wal war 2003 The Mole in der amerikanischen Fassung (dritte Staffel) von Wie is de Mol?
Van der Wal hat Fernsehprogramme wie World Class with Frederique für das Scripts-Netzwerk The Ultimate Holiday Towns USA, ein zweistündiges Special für A&E, sowie Sendungen in ihrer Heimat Holland produziert und in diesen gezeigt. Sie war der „Maulwurf“ in der Hawaii-Promi-Ausgabe von ABCs populärer TV-Serie The Mole und die Moderatorin sowie Produzentin von Discovery TLCs Cover Shot, wo sie ein Expertenteam aus Visagisten und Stylisten zusammenstellte, um eine gewöhnliche Frau in ein Cover Model zu verwandeln. Van der Wal ist derzeit ein Moderator in RTL 5s The Face.
Van der Wal war außerdem Gastdozent an der Harvard University und 2011 als  Marie Claire Entrepreneur of the Year  ausgezeichnet. Zuvor war sie an Lizenzabkommen beteiligt, die ihren Namen so vielfältig wie eine Linie von Dessous, Nachtwäsche und Loungewear, eine Badeanzuglinie, ein Trainingsvideo, einen charakteristischen Duft und einen Kalender tragen.
2005 benannte ihre Heimat Holland ihr zu Ehren eine Lilie. Die „Frederique’s Choice Lily“ wurde bei einer Zeremonie in Amsterdam enthüllt und inspirierte sie, eine Fernsehsendung namens The Invisible Journey with the Discovery Channel zu entwickeln, zu produzieren und zu moderieren, die den Weg einer Blume aus den wachsenden Feldern Afrikas nachzeichnet die Märkte und Auktionshäuser in den Niederlanden, zu einem besonderen Ereignis in New York City.
Anschließend gründete van der Wal eine Lifestyle-Marke innerhalb der Blumenindustrie, Frederique’s Choice. Mit dem Start der US-Geschäftseinheit produzierte und moderierte sie 2015 eine TV-Show namens HomeGrownMakeover mit Frederique und Carter, einer 10-teiligen TV-Serie, die 2016 auf AETNs FYI-Kanal ausgestrahlt wurde. Das Programm verwandelt Häuser in Blumen und Pflanzen und bringt die Natur ins Haus. Ihr Geschäft trat auch im Saisonfinale von Germanys Next Topmodel mit Gastgeberin Heidi Klum auf.

## Leben
Van der Wal hat mit ihrem Partner eine Tochter. Ihr Bruder ist Kunstberater und Kurator in New York.

## Filmographie
- 1995: Burnzy’s Last Call
- 1997: Ein Mann für zwei (Two Girls and a Guy)
- 1998: 54
- 1998: Celebrity – Schön. Reich. Berühmt. (Celebrity)
- 1999: Wild Wild West
- 1999: The Venice Project
- 2000: The Million Dollar Hotel